# 東急くろがね工業
東急くろがね工業（とうきゅうくろがねこうぎょう）とは、1957年から1962年まで存続した自動車メーカーである。当初は「日本自動車工業」を称した。
主に3輪トラックを中心に製造していた。また、トラクターも製造していた。
「くろがね」ブランドでオート三輪業界の老舗メーカーであったが放漫経営の結果経営不振に陥っていた日本内燃機製造が、五島慶太率いる東京急行電鉄資本の参画を得、経営破綻した小型4輪車メーカーのオオタ自動車工業を合併して再起を目指したものである。目論んだ通りには行かず、技術・販売面の弱体化で市場競争力を養うことができずに経営破綻、日産自動車傘下で東急機関工業を経て日産工機へと改組された。

## 歴史
- 1957年 - 日本内燃機製造がオオタ自動車工業を吸収合併して日本自動車工業となる。（日本軽自動車の前身である「日本自動車工業」〔1953年～1956年〕とは別の会社）
- 1959年 - 日本自動車工業から東急くろがね工業に改称する。
- 1960年 - 軽四輪トラック「くろがね・ベビー」発売。
- 1961年 - 「くろかね・ベビー乗用トラクター」発売。型式はKUROGANE BABY TRACTORの頭文字を取り、KBTとなっている。このトラクター発売を機に農機部門に進出しようとするも翌年の会社更生法適用で短命に終わる[3][4]。
- 1962年 - （くろがね）会社更生法適用を申請して経営破綻。更生会社になったため、自動車製造から撤退。
- 1963年 - 日産自動車のダットサン・キャブライト用エンジンの下請け生産開始。
- 1964年 - （くろがね）会社更生計画により解散、東急機関工業が発足。
- 1970年 - （東急機関）日産自動車の完全子会社になる。
- 1971年 - 「日産工機」と名称が変わり現在に至る。

## 代表する車
- くろがね三輪トラック - 戦前から東急くろがね工業時代まで生産された、くろがねブランドの代表製品。
- くろがね・マイティ（NA/NB/NC型 1957年 - 1962年） - 4輪小型キャブオーバートラック。他社のセミキャブオーバー、キャブオーバートラックがエンジン搭載位置の関係で定員2名であった中、小柄なエンジンを前車軸より後方に置く「アンダーシートエンジン」で3名乗車を可能とした。
- オオタ・KE/VM（1957年 - 1959年） - オオタ自動車の流れを汲むボンネットトラック及びライトバン。合併後もオオタブランドで生産された。
- くろがね・ノーバ（KN型 1959年 - 1962年） - オオタ・KE/VMの後継となるボンネットトラック。エアサス装備。
- くろがね・ベビー（1960年 - 1962年） - 当時画期的であったキャブオーバー式の軽4輪トラック。短期間成功して「くろがね」最後のヒット作となったが、市場競争に敗退して製造終了した。